# Daniel Aníbal Hernández
Daniel Aníbal Hernández (San Miguel de Tucumán, 5 febbraio 1970) è un ex calciatore argentino, di ruolo centrocampista.